# Pinkfloydia harveyi
Espèce
Synonymes
- Pinkfloydia harveii Dimitrov & Hormiga, 2011

Pinkfloydia harveyi est une espèce d'araignées aranéomorphes de la famille des Tetragnathidae.

## Distribution
Cette espèce est endémique d'Australie-Occidentale.

## Description
Les mâles mesurent de 2,77 à 3,75 mm et les femelles de 3,54 à 4,51 mm.

## Étymologie
Cette espèce est nommée en l'honneur de Mark Stephen Harvey.

## Publication originale
- Dimitrov & Hormiga, 2011 : An extraordinary new genus of spiders from Western Australia with an expanded hypothesis on the phylogeny of Tetragnathidae (Araneae). Zoological Journal of the Linnean Society, vol. 161, no 4, p. 735-768 (texte intégral).